# Labastide-Esparbairenque
 Labastide-Esparbairenque  es una población y comuna francesa, en la región de Languedoc-Rosellón, departamento de Aude, en el distrito de Carcasona y cantón de Mas-Cabardès.

## Demografía
| 138 | 113 | 90 | 86 | 94 | 103 |
| Para los censos de 1962 a 1999 la población legal corresponde a la población sin duplicidades (Fuente: INSEE [Consultar]) |     |    |    |    |     |